# Drużyna Pierścienia

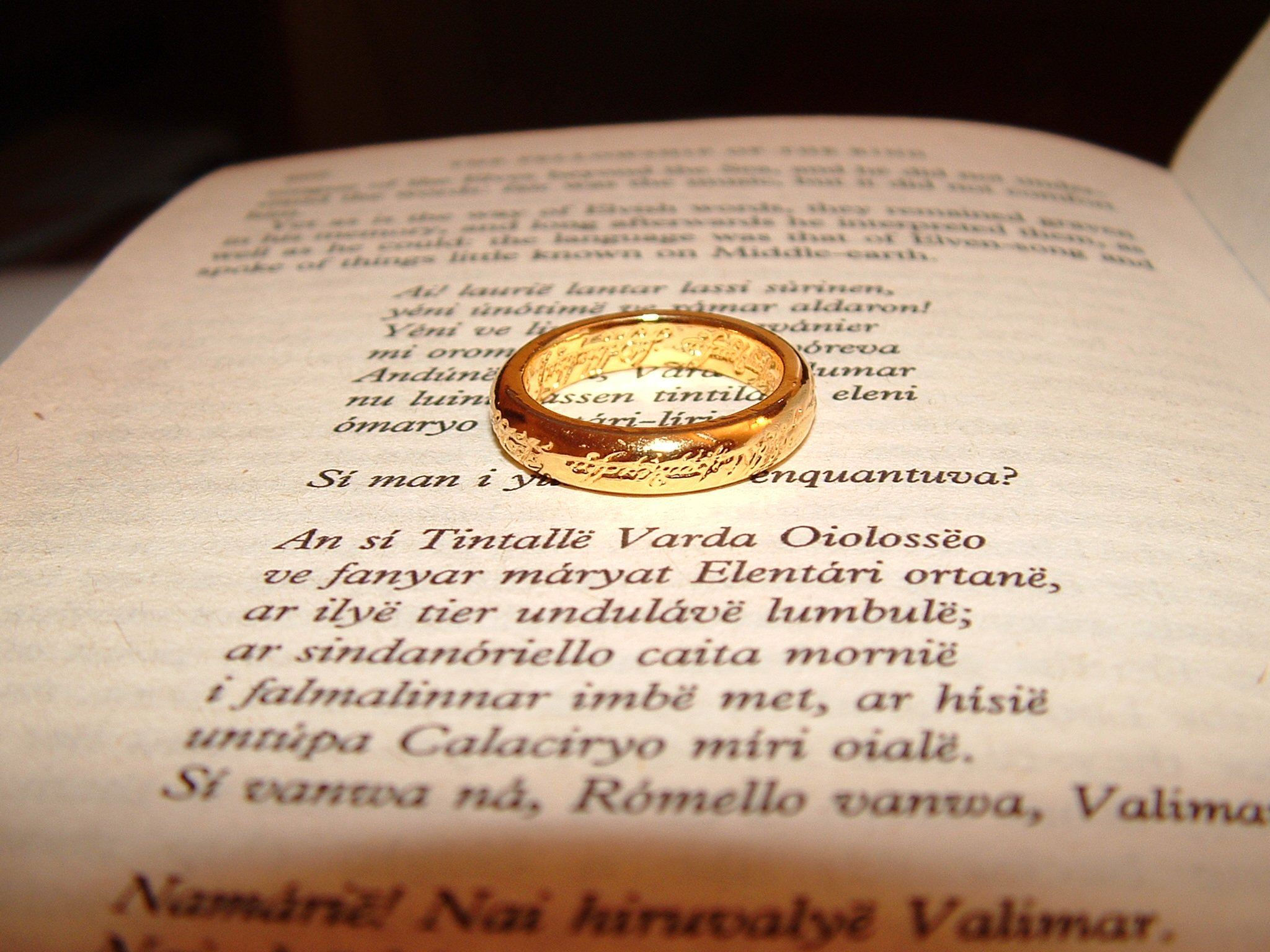
Jedyny Pierścień

Drużyna Pierścienia (Bractwo Pierścienia, Wyprawa; ang. The Fellowship of the Ring) – tytuł pierwszego tomu powieści Władca Pierścieni autorstwa J.R.R. Tolkiena, w poprawionym tłumaczeniu Marii Skibniewskiej (pierwotnie – Wyprawa) oraz w tłumaczeniu Marii i Cezarego Frąców. W tłumaczeniu Jerzego Łozińskiego pierwszy tom zatytułowany jest Bractwo Pierścienia. Tom obejmuje dwie pierwsze księgi powieści („Powrót Cienia” i „Drużyna Pierścienia”). Został po raz pierwszy wydany 29 lipca 1954 w Wielkiej Brytanii.

## Tytuł i wydanie
W pierwotnym zamyśle Tolkiena Władca Pierścieni miał być pojedynczym tomem składającym się z sześciu sekcji zwanych księgami; na powieść miały składać się również rozszerzenia. Pierwszy wydawca podjął decyzję o podzieleniu książki na trzy części. Odpowiadał on także za zmieszczenie piątej i szóstej księgi oraz rozszerzeń w jednym tomie zatytułowanym Powrót króla co samo w sobie jest odniesieniem do przejęcia tronu Gondoru przez Aragorna. Tolkien stwierdził, że preferowanym przez niego tytułem byłaby Wojna o Pierścień, gdyż nie ujawnia ona treści utworu.
Przed podjęciem decyzji o wydaniu Władcy Pierścieni w trzech tomach, Tolkien miał nadzieję na wydanie swojego dzieła w całości, w połączeniu z Silmarillionem. Pierwotnie to właśnie on nadał tytuły poszczególnym sekcjom. Spośród dwóch ksiąg składających się na to, co później przekształciło się w Drużynę Pierścienia pierwsza miała nosić nazwę Pierwszej Podróży lub Wyprawy Pierścienia. Nazwą kolejnej miała być Wędrówka Dziewięciu Druhów lub Pierścień Wyrusza na Południe. Tytuły Wyprawa Pierścienia oraz Pierścień Wyrusza na Południe zostały użyte w wydaniu Tysiąclecia.

## Treść
Prolog ma na celu zapoznanie czytelników nie zaznajomionych z Hobbitem z wydarzeniami tej książki. Zawiera również informacje dotyczące tła powieści, np. historii i zwyczajów hobbitów.

### Księga I: Powrót Cienia
Pierwszy rozdział książki rozpoczyna się w łagodnym tonie, przypominającym stylem narracji Hobbita. Bilbo Baggins świętuje swoje sto jedenaste urodziny, w dniu gdy jego krewny i adoptowany dziedzic Frodo Baggins celebruje trzydzieste trzecie. Na przyjęciu urodzinowym, podczas przemówienia Bilbo wymyka się z Shire, krainy Hobbitów co nazywa udaniem się na wieczne wakacje. Używa magicznego pierścienia (który odnalazł podczas swojej podróży) by zniknąć w czym pomaga mu Gandalf za pomocą trzaśnięcia i kłębki dymu, co doprowadza mieszkańców Shire do uznania iż oszalał. Pozostawia Frodowi swoje rzeczy, w tym dom, Bag End oraz (po namowach Gandalfa) – Pierścień. Gandalf opuszcza Shire i każe Frodowi utrzymać istnienie Pierścienia w tajemnicy.
Przez następne 17 lat Gandalf składa wizyty w Bag End. Jednej wiosennej nocy, przybywa by wyjawić Frodowi prawdę o Pierścieniu: jest to Jedyny Pierścień Saurona, Władcy Ciemności. Sauron wykuł go by zawładnąć Śródziemiem, lecz podczas Wojny Ostatniego Przymierza został on pokonany przez elfiego króla Gil-galada oraz Elendila, króla Arnoru i Gondoru. Syn Elendila, Isildur odciął palec Saurona, na którym nosił on Pierścień, tym samym pokonując go, choć sam Pierścień nie został zniszczony; Isildur zatrzymał go dla siebie. Został później zabity w bitwie na polach Gladden, zaś sam Pierścień zaginął w Wielkiej Rzece Anduinie. Tysiące lat później został on odnaleziony przez hobbita o imieniu Déagol; zginął on z rąk swojego przyjaciela Sméagola, który przywłaszczył sobie Pierścień. Sméagol posiadał Pierścień przez wieki i pod jego wpływem stał się stworem zwanym Gollumem. Pierścień został odnaleziony przez Bilba, co ukazano w Hobbicie, po czym pozostawił go Frodowi.
Gandalf ujawnia, że Sauron powstał na nowo i powrócił do swojej twierdzy w Mordorze oraz że skupia całą swoją moc na poszukiwaniach Pierścienia. Gandalf szczegółowo opisuje złe moce Pierścienia oraz jego zdolność do wpłynięcia na posiadacza oraz osoby z jego bliskiego otoczenia, jeśli jest zbyt długo noszony. Gandalf ostrzega Froda, że Pierścień nie jest bezpieczny w Shire; jego poszukiwania dowiodły bowiem, że Gollum udał się do Mordoru, gdzie został złapany i torturowany do chwili, gdy wyjawił Sauronowi, że hobbit nazwiskiem Baggins posiada Pierścień. Gandalf wyraża nadzieję, że Frodo zdoła przedostać się do Rivendell, gdzie on i Pierścień znajdą się poza zasięgiem Saurona oraz gdzie zadecydują się jego losy. Samwise Gamgee, ogrodnik i przyjaciel Froda, zostaje przyłapany na podsłuchiwaniu rozmowy. Ze względu na lojalność dla swojego pana, Sam zgadza się na towarzyszenie Frodowi w podróży.
Przez lato Frodo snuje plany opuszczenia domu, twierdząc że wyrusza w podróż do dalekiego regionu by tam udać się na spoczynek. W przygotowaniach pomagają mu przyjaciele: Sam, Peregrin Tuk (Pippin), Meriadok Brandybuck (Merry) oraz Fredegar Bolger (Grubas, ang. Fatty), choć Frodo nie mówi im ani o Pierścieniu, ani o prawdziwym powodzie swojej wyprawy. Podczas przesilenia letniego Gandalf odchodzi, lecz obiecuje że wróci zanim Frodo opuści swoje rodzinne strony. Urodziny oraz data wyprawy nadchodzą, lecz Gandalf się nie pojawia, więc Frodo decyduje się wyruszyć bez niego. Po drodze ścigają go Czarni Jeźdzcy; okazują się być nimi Nazgûle – Upiory Pierścienia, najbardziej przerażający słudzy Pana Ciemności (ludzie którzy ulegli wpływowi Saurona przez Dziewięć Pierścieni), którzy szukają Bagginsa oraz Pierścienia. Co więcej, jeden z Jeźdzców podchodzi do drzwi ojca Sama na wieczór przed wyprawą. Z pomocą elfów oraz farmera Maggota docierają do Ustroni (ang. Crickhollow) za wschodnią granicą Shire. Tam znajdują Merry’ego. Pippin, Sam oraz Merry decydują się towarzyszyć na dalszej drodze Frodowi, podczas gdy Grubas pozostaje za nimi jako przynęta. Mając nadzieję na umknięcie Nazgûlom, hobbici wędrują przez Stary Las oraz Wzgórza Kurhanów. W lesie hobbici zapadają w sen w pobliżu Starej Wierzby. Po przebudzeniu widzą jak drzewo próbuje ich udusić. Na pomoc przychodzi Tom Bombadil. Idąc dalej zostają złapani przez Upiora Kurhanu, lecz przy pomocy Toma Bombadila udaje im się uciec, po czym docierają do wioski Bree, gdzie spotykają się ze Strażnikiem Aragornem, przyjacielem Gandalfa, który staje się ich przewodnikiem na drodze do Rivendell.
Na wzgórzu Amon Sûl, pięciu Nazgûli atakuje podróżujących, zaś ich dowódca dźga Froda w ramię używając przeklętego ostrza, zanim Aragorn odgania ich pochodniami. Część ostrza pozostaje w ranie, poważnie naruszając zdrowie Froda podczas podróży do Rivendell; Aragorn ostrzega, że jeśli Frodo nie zostanie szybko wyleczony, zamieni się w upiora. Gdy podróżujący zbliżają się do celu swojej wyprawy, napotykają Glorfindela – elfa z Rivendell, który pomaga im przedostać się do brodu Bruinen w pobliżu Rivendell. Jednakże, dziewięciu Nazgûli zastawia zasadzkę. Koń Glorfindela omija ścigających i przenosi Froda na druga stronę rzeki. Gdy Nazgûle rozpoczynają pościg za nimi, olbrzymia fala przywołana przez Elronda, pana Rivendell, odrzuca ich w dal.

### Księga II: Drużyna Pierścienia
Księga II rozpoczyna się w domu Elronda. Frodo jest uzdrawiany przez Elronda i odkrywa, że przebywa tu też Bilbo. Bilbo prosi by Frodo pokazał mu pierścień, lecz ten odmawia ze względu na moc artefaktu, co w końcu pohamowuje pragnienie Bilba. Frodo spotyka również wiele interesujących osobistości, w tym Gimliego (syna Glóina – jednego z krasnoludów który towarzyszył Bilbowi w podróży do Samotnej Góry) oraz Legolasa, księcia elfów z Mrocznej Puszczy. Frodo dowiaduje się także o innych krasnoludach w tym o Balinie, Orim, Óinie o których nie słyszano od pewnego czasu. Elrond zwołuje Radę Elronda, do której przystępują Gandalf, Bilbo, Frodo i wielu innych, włączając w to Boromira, syna Denethora, Namiestnika Gondoru. Glóin wyjaśnia, że Balin dowodził ekspedycją mającą na celu odzyskanie starego krasnoludzkiego królestwa Morii, lecz nie słyszano od niego wieści od lat. Co więcej Glóin mówi grupie, że Nazgûle przybyli do Dale i Samotnej Góry, szukając Bilba i Pierścienia. Następnie Legolas mówi radzie, że Gollum uciekł z niewoli u Leśnych Elfów i sam również szuka Pierścienia. Boromir następnie wstaje i szczegółowo opowiada o śnie jaki został zesłany jemu oraz jego bratu Faramirowi, mówiący im by szukali Miecza Który Został Złamany oraz Zguby Isildura w Rivendell. Elrond prosi Froda by przyniósł Pierścień, który okazuje się być Zgubą Isildura.
Gandalf wyjaśnia że udał się do Isengardu, gdzie rezyduje czarodziej Saruman, przywódca czarodziejów Śródziemia, by znaleźć pomoc i wsparcie. Jednakże, Saruman zwrócił się przeciwko niemu, żądając Pierścienia dla siebie. Saruman uwięził Gandalfa w swojej wieży, Orthanku, podejrzewając, że Gandalf wie, gdzie znajdował się Pierścień. Gandalf nie poddał się i zdołał uciec z Orthanku. Dowiaduje się, że Saruman jeszcze nie jest sługą Saurona i że zbiera własną armię uruków (groźniejsza odmiana orków). Rada Elronda opracowuje plan zniszczenia Jedynego Pierścienia poprzez wrzucenie go do ognia Góry Przeznaczenia w Mordorze, co zniszczy Pierścień oraz na dobre pozbawi mocy Saurona. Boromir przeciwstawia się i chce by użyto Pierścienia do pokonania Saurona i uratowania Gondoru, lecz Elrond mówi iż Pierścień nie może być użyty w ten sposób z powodu zła jakie w nim tkwi oraz zepsucia jakiego wywołuje nawet u tych którzy kierują się najwznioślejszymi ideałami. Frodo proponuje swój udział w misji i zostaje wybrany na Powiernika Pierścienia. Wyrusza z Rivendell wraz z ośmioma towarzyszami: dwoma ludźmi, Aragornem i Boromirem; Legolasem; Gandalfem; krasnoludem Gimlim oraz trzema hobbitami. Dziewięciu Piechurów (zwanych Drużyną Pierścienia) zostaje wybranych do reprezentowania wszystkich wolnych ras Śródziemia. Towarzyszy im także kucyk Bill, w którego posiadanie weszli Hobbici w Bree.
Drużyna próbuje przejść przez Góry Mgliste, przez przełęcz Caradhras, gdzie zastaje ich zawieja śnieżna, zaś później zostają zaatakowani przez grupę wargów, która wyruszyła na zachód by zdobyć Pierścień. Z tego powodu są zmuszeni do obrania ścieżki pod górami, przez kopalnię Morii – starożytnego krasnoludzkiego królestwa. Tam odkrywają, że Balin, Ori i Óin zostali zabici przez orków i inne złe istoty, które zniweczyły ich plan odzyskania Morii. Ci sami orkowie wraz z trollem jaskiniowym później atakują podróżujących, Frodo zostaje uderzony, lecz kolczuga z mithrilu ratuje mu życie. Później Gandalf napotyka starożytnego potwora – Balroga i spada z nim w przepaść. Pozostali członkowie Drużyny uciekają z Morii i udają się do Lothlórien, gdzie otrzymują podarunki od Celeborna i Galadrieli, władców tej krainy, które okażą się przydatne podczas ich misji. Nieopodal Wodogrzmotów Rauros, granicy Gondoru, gdy Frodo próbuje zadecydować o dalszym losie Drużyny, Boromir próbuje przywłaszczyć sobie Pierścień, zaś Frodo nakłada Pierścień na palec, żeby od niego uciec. Gdy reszta Drużyny rozdziela się by szukać Froda, decyduje on że jedność Drużyny została przerwana, zaś on sam musi udać się do Mordoru samotnie. Sam nalega na to by mógł mu towarzyszyć, po czym obaj wyruszają do Mordoru. Tym samym Drużyna zostaje rozbita.

## Członkowie Drużyny Pierścienia
| Członek                     | Rasa      | Opis |
| --------------------------- | --------- | --- |
| Frodo Baggins               | hobbit    | adoptowany dziedzic Bilba i Powiernik Pierścienia |
| Samwise Gamgee (Sam)        | hobbit    | ogrodnik Froda i jego wierny towarzysz |
| Meriadok Brandybuck (Merry) | hobbit    | syn Dziedzica Bucklandu, kuzyn Pippina i Froda, przyjaciel Pippina |
| Peregrin Tuk (Pippin)       | hobbit    | syn thana, najmłodszy członek grupy, kuzyn Merry’ego oraz Froda |
| Gandalf                     | Istar     | dowodził Drużyną, zanim spadł z Mostu Khazad-dûmu (Morii) walcząc z Balrogiem                                                                                                 |
| Aragorn (Obieżyświat)       | człowiek  | dowódca Strażników Północy, dziedzic Isildura, który towarzyszył hobbitom na drodze z Bree aż do miejsca, w którym Drużyna Pierścienia została rozbita                        |
| Legolas                     | elf       | syn Thranduila, króla leśnych elfów z Mrocznej Puszczy; na naradzie u Elronda powiadomił o ucieczce Golluma                                                                   |
| Gimli                       | krasnolud | Syn Glóina; przybył do Rivendell z Samotnej Góry z ojcem, by dowiedzieć się o losach zaginionych Balina, Oriego i Oina oraz by ostrzec Bilba, że szukają go podwładni Saurona |
| Boromir                     | człowiek  | Syn Denethora, Namiestnika Gondoru. Przybył do Rivendell w poszukiwaniu odpowiedzi na swój proroczy sen.                                                                      |

## Przyjęcie
W.H. Auden pozytywnie zrecenzował tom w The New York Times chwaląc jego nastrój oraz mówiąc że Inwencja Tolkiena jest nieugięta i wzbudza w czytelniku desperackie pragnienie poznania co zdarzy się za chwilę, co najmniej tak dobrze jak „39 Kroków”. Jednakże, zauważył, że łagodny humor na początku nie jest mocną stroną Tolkiena. Tom został ciepło przyjęty przez pisarza Lorena Eiseleya. Słynny autor i przyjaciel Tolkiena, C.S Lewis również był fanem powieści. Najbardziej negatywny głos padł ze strony słynnego krytyka literackiego Edmunda Wilsona w jego recenzji zatytułowanej Oo, ci okropni Orkowie.